# Aybastı
Aybastı là một huyện thuộc tỉnh Ordu, Thổ Nhĩ Kỳ. Huyện có diện tích 423 km² và dân số thời điểm năm 2007 là 26598 người, mật độ 63 người/km².